# Jean Alfonse
Pour les articles homonymes, voir Fonteneau et Jean Fonteneau (homme politique).
Jean Fonteneau dit Alfonse de Saintonge, ou Jean Alfonse, João Afonso  en portugais, né à Saintonge (dans l'actuelle commune de Saint-Même-les-Carrières, Charente, France), vers 1484, est un explorateur français naturalisé portugais, au service du Royaume de France. La date de sa mort au cours d'un combat naval avec des navires espagnols devant La Rochelle est variable suivant les auteurs, 1544 ou 1549.

## Biographie

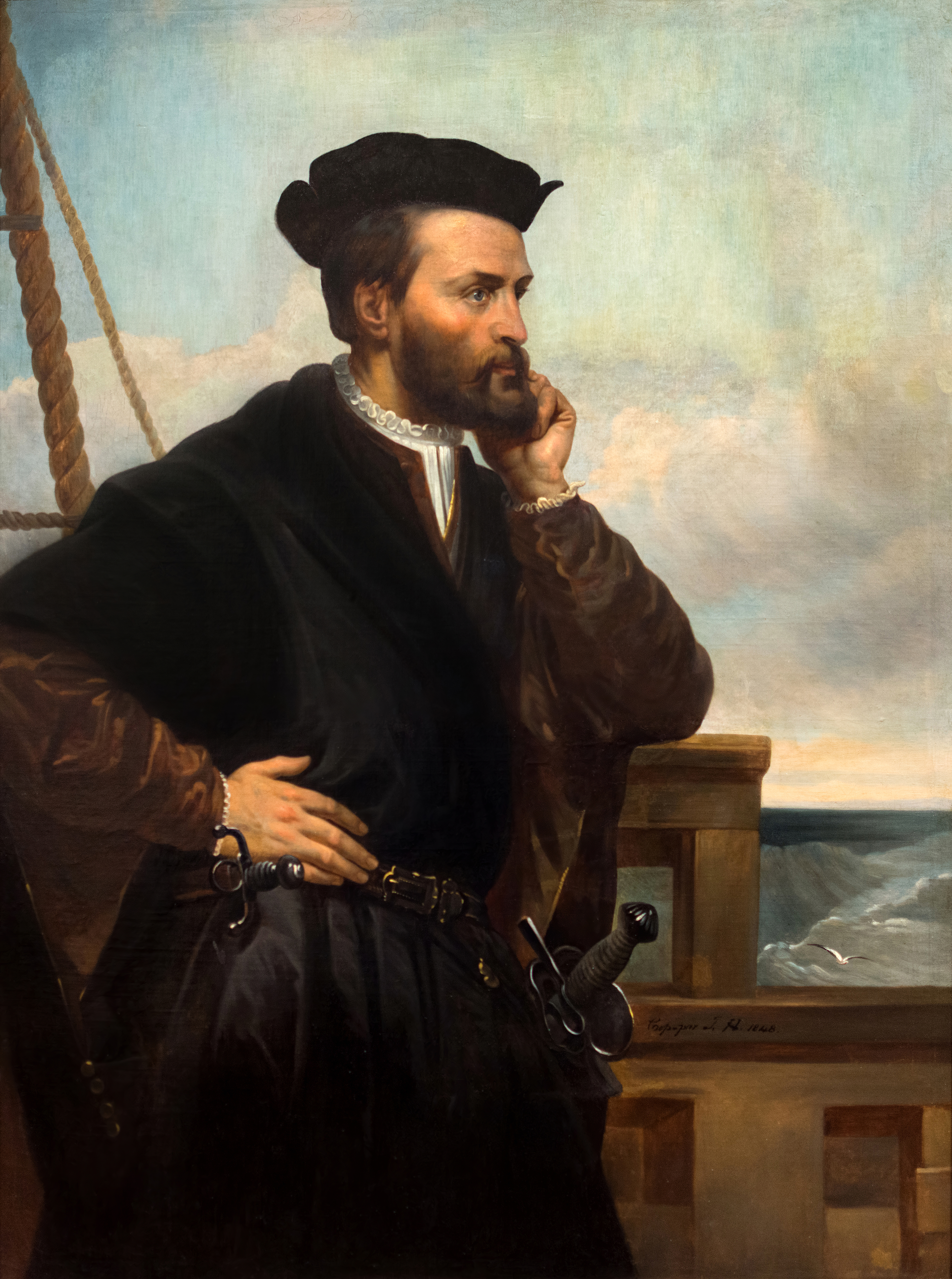
Représentation imaginaire du navigateur Jacques Cartier, contemporain et ami de Jean Alfonse.

Il prend la mer à l'âge de 12 ans. Embauché comme marin à bord de navires de commerce portugais, il voyage en Afrique de l'Ouest, au Brésil, double le cap de Bonne-Espérance, aborde à Madagascar et aux Indes. Dès les années 1540, c'est un capitaine de renom, capable de mener une flotte jusqu'à la Côte de l'Or ou aux Antilles, et qui n'a jamais perdu un navire. André Thévet évoque une conversation où Alfonse prétend avoir pillé Puerto Rico. Il épouse une Portugaise, Valentine Alfonso, dont le nom est peut-être à l'origine de son surnom Alfonse.
On crut longtemps que Xénomanès, le héros de Rabelais, avait Alfonse pour modèle,.
Il revient à La Rochelle. Il arme des navires pour son propre compte, à des fins commerciales et pour pratiquer la course à l'encontre de navires ibériques. Sa réputation due à sa connaissance des routes commerciales conduit François Ier à le recruter comme « capitaine pilote ». Au cours de l'hiver 1542-1543, Alfonse sert de pilote à Jean-François de la Rocque de Roberval, qui, sur les traces de Jacques Cartier, espére fonder une colonie au Canada. Alfonse démontre l'existence d'un détroit navigable entre le Groenland et les côtes du Labrador. Son équipage, comprenant 200 hommes et femmes, dont quelques prisonniers, doit hiverner dans des conditions extrêmement dures sur les berges du Saint-Laurent. Décimés par le scorbut, un quart de l'effectif périt avant le retour vers la France.
À la fin de 1544, alors que la paix de Crépy vient juste de mettre un terme aux hostilités entre la France et l'Espagne, Alfonse met les voiles depuis La Rochelle avec une flottille comprenant quelques chalutiers basques. Il en vient à chercher le passage du Nord-Ouest le long de l'immense fleuve Saint-Laurent et dresse des cartes qui apparaissent dans sa Cosmographie de 1545, notamment une Terra Australis du nom de La Grande Jave.

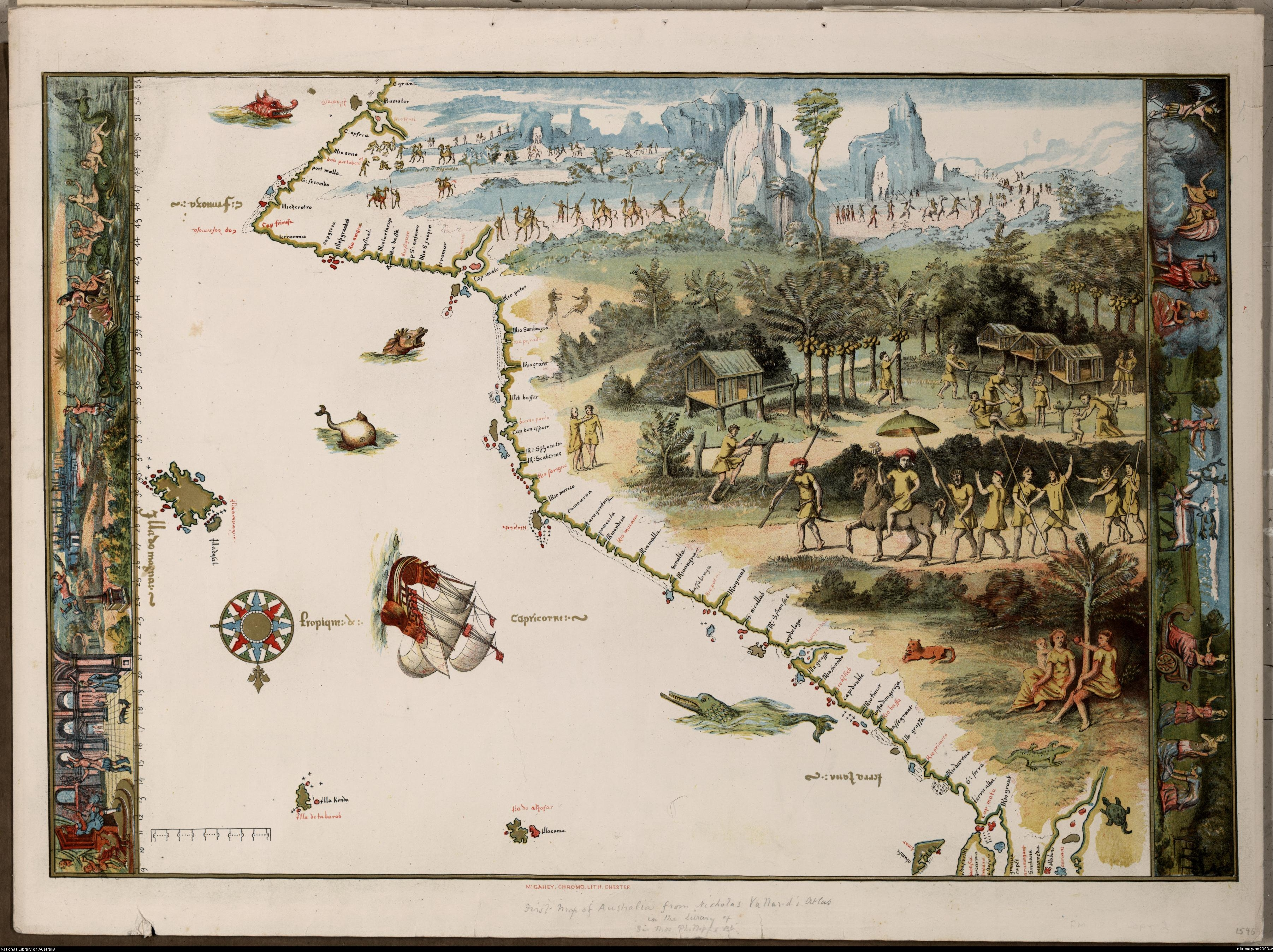
La Grande-Jave d'après l’Atlas de Nicolas Vallard (1547).

Dans sa Cosmographie, datée de 1545, Jean Alfonse écrivit : « La Grand Jave est un pays qui va aussi loin que sous le pôle antarctique et de la Terre australe à l'ouest, à la terre du détroit de Magellan, sur la partie est. Certains disent que ces îles, mais d'après ce que j'ai vu, elle est un continent [terre ferme]… Ce qui est appelé Jave Mynore est une île, mais la Grande Jave est la terre ferme ».
En 1557, une escadre espagnole menée par Pedro Menéndez de Avilés l'attaque au cap Saint-Vincent, le poursuit jusques devant La Rochelle et envoya son navire par le fond. Certaines sources affirment que cette rencontre fatale a lieu en 1544 ou encore en 1549,. Il meurt sur un récif de Rochelle, dans la baie de Biscaye[réf. nécessaire].

## Œuvres
Il est l'auteur des Voyages Avantureux, ouvrage posthume publié en 1559. C'est dans ce livre qu'il déclare que les Beothuk sont impies et diaboliques. Il signale l'existence d'une presqu'île immense au sud de Terre-Neuve, où se trouve une ville indienne, le pays de Norembergue.
Jean Alphonse est le protégé de Louise Robertet, dame d'Halluye et baronne du Vigean, à qui il dédie ses Voyages avantureux.

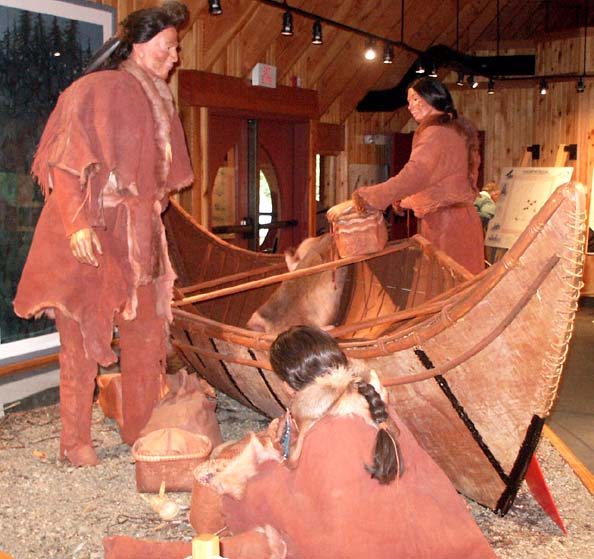
Les Beothuk, d'une tribu de Terre-Neuve maintenant éteinte, n'éveillèrent guère de sympathie chez Jean Alfonse.

Ses écrits, qui évoquent des jours durant un quart d'année, laissent supposer à certains qu'il s'est aventuré dans les eaux antarctiques. Il donne des descriptions variées, souvent inédites, des pays et des peuples que lui et d'autres marins ont visités (Gaspé, les Béothuks, l'île Saint-Pierre, les gemmes de Madagascar, un continent au sud de Java) et donne des instructions sous forme de routier pour naviguer jusqu'à ces contrées.
- Les voyages avantureux du Capitaine Ian Alfonce (Poitiers, 1559) (lire en ligne')
- La Cosmographie avec l’espère et régime du soleil du nord par Jean Fonteneau dit Alfonse de Saintonge, capitaine-pilote de François Ier (manuscrit datant de 1545 à la Bibliothèque nationale, publié en 1904) (lire en ligne)